# Sergio Asenjo
Sergio Asenjo Andrés (Palencia, Castilla y León, España, 28 de junio de 1989) es un exfutbolista español que jugaba de Portero. Su último equipo profesional fue el Real Valladolid C. F.
Debutó como profesional con el Real Valladolid en 2007 y fichó por el Atlético de Madrid en 2009. Con el Atlético consiguió dos Liga Europa en 2010 y 2012, dos Supercopas de Europa también en 2010 y 2012 y la Copa del Rey en 2013.

## Trayectoria

### Real Valladolid
Su carrera como futbolista comenzó en el C.D. San Juanillo de Palencia, en el cual militó hasta los 15 años antes de pasar a formar parte de las filas del Real Valladolid en 2005.
La temporada 2007-08 debutó en Primera División, el 12 de diciembre de 2007 con victoria por 2-0 ante el Villarreal C. F. Firmó un nuevo contrato con el Real Valladolid en enero de 2008 por tres años, con una cláusula de 5,5 millones de euros. El 8 de diciembre de 2008 fue operado de la rodilla y estuvo cuatro meses de baja.

### Atlético de Madrid

#### Lesión
En julio de 2009 Asenjo dejó el conjunto blanquivioleta, tras largas negociaciones, para incorporarse al Atlético de Madrid. El 8 de mayo de 2010 sufrió una importante lesión de rodilla que le obligó a pasar por el quirófano y le mantuvo apartado de los terrenos de juego hasta el 12 de noviembre que recibió el alta médica. Pese a estar lesionado durante la disputa de la final, el 12 de mayo de 2010 consiguió el primer título de su carrera ganando la Liga Europa, competición a la que había accedido el club tras su eliminación de la Liga de Campeones, derrotando en la final al Fulham por dos goles a uno. Del mismo modo, al comienzo de la temporada 2010-11, concretamente el 27 de agosto de 2010, consiguió su segundo título como atlético al ganar la Supercopa de Europa al Inter de Milán por dos goles a cero. El 14 de diciembre de ese mismo año, Asenjo regresó a una convocatoria. Fue para el partido de la Liga Europa frente al Bayer Leverkusen que se jugó en Leverkusen en el que el conjunto colchonero quedó eliminado al empatar el partido a uno y terminar tercero de su grupo. Pese a viajar con el equipo, finalmente fue descartado y no estuvo en el banquillo.

#### Málaga C. F.
El 28 de diciembre de 2010, Atlético de Madrid y Málaga C. F. acordaron su cesión hasta junio de 2011, por lo que el guardameta trabajó la segunda parte del campeonato 2010-11 en el conjunto andaluz. Una vez que se abrió el plazo para inscribir jugadores en 2011, Asenjo debutó con el Málaga en el partido de vuelta de la Copa del Rey del 5 de enero frente al Sevilla. Con este debut, Asenjo puso fin a casi ocho meses sin pisar un terreno de juego. El partido finalizó con la derrota del Málaga cero a tres que conllevó la eliminación de la Copa del Rey por un global de tres a ocho favorable al Sevilla. Tres días después, el 8 de enero, hizo su debut en Liga en el partido Málaga C.F. - Athletic Club que finalizó con empate a uno. El 5 de febrero de 2011, en el partido de liga Sevilla - Málaga C.F., el jugador sufrió una nueva rotura de ligamento cruzado de la rodilla al hacer un giro fortuito, por lo que debió permanecer apartado de los terrenos de juego por un periodo de 6 a 8 meses.

#### Vuelta al club colchonero
En la temporada 2011-12 regresó al Atlético de Madrid recibiendo el alta de su lesión algo más de seis meses después de que sucediera. El 17 de agosto de 2011 volvió a entrar en una convocatoria aunque finalmente fue descartado viendo el partido desde la grada. El 15 de septiembre, volvió a estar en un banquillo en el primer encuentro de la fase de grupos de la Liga Europa ante el Celtic de Glasgow. Volvió a los terrenos de juego el 26 de noviembre cuando saltó al Santiago Bernabéu en el derbi madrileño cuando Thibaut Courtois fue expulsado. Encajó cuatro goles siendo el resultado del partido cuatro a uno favorable al Madrid. El 9 de mayo de 2012 ganó su segunda Europa League en Bucarest frente al Athletic derrotando su equipo a éste por tres a cero. El 31 de agosto de 2012 consiguió su segunda Supercopa de Europa al vencer al Chelsea, campeón de la Liga de Campeones, por cuatro goles a uno.

#### Segundo portero
Durante la temporada 2012-13 el entrenador del Atlético de Madrid, Diego Simeone, le eligió como segundo portero en detrimento de Joel y por detrás de Courtois. De esta manera, Simeone decidió que Asenjo sería el portero que jugaría la Liga Europa y aquellos en los que Courtois no pudiera actuar.
Tras una campaña muy regular, el Atlético de Madrid se proclamó campeón de la Copa del Rey el 17 de mayo de 2013 consiguiendo así Asenjo su quinto título como jugador atlético.

### Villarreal
El 24 de julio de 2013, tras lo que parecía que iba a ser una venta por parte del Atlético de Madrid al Villarreal C. F., las negociaciones acabaron finalizando en una cesión por un año al club amarillo. El Villarreal se aseguró una opción de compra de 4 millones de euros al finalizar la temporada. Debutó con el club amarillo en la primera jornada de Liga como titular. El Villarreal venció al Almería por dos a tres.
Con el club amarillo se convirtió en el portero titular en la Liga disfrutando de una continuidad de la que carecía desde hacía varias temporadas. Disputó 35 partidos y colaboró con el club a terminar la competición en la sexta posición y clasificarse para disputar la Liga Europa la temporada siguiente.
El 27 de junio de 2014 se hizo oficial el traspaso definitivo del jugador palentino al club amarillo. En su segunda temporada, la 2014-15, siguió siendo el portero titular del Villarreal, con el que llegó a las semifinales de la Copa del Rey donde fue eliminado por el F. C. Barcelona. En competición europea, la Liga Europa, fue eliminado por el Sevilla F. C. y en liga consiguió por segundo año consecutivo volver a clasificarse para competiciones europeas al terminar sexto en la tabla. El 29 de abril de 2015 sufrió su tercera gran lesión, de nuevo en la rodilla, lesión que le mantendrá alejado de los terrenos de juego hasta finalizar el año.
El 26 de febrero de 2017, durante el partido que enfrentaba al Villarreal contra el Real Madrid, sufrió su cuarta lesión de rodilla tras una acción fortuita despejando el balón tras un remate de Benzema.
En junio de 2022 puso fin a nueve años en el club al finalizar su contrato. Se marchó después de haber jugado 258 partidos, aunque en su último año fue suplente habitual de Gerónimo Rulli. En su penúltima temporada ganó la Liga Europa de la UEFA tras derrotar al Manchester United en la tanda de penaltis.

### Regreso a Valladolid y retirada
El 7 de julio de 2022 se hizo oficial su vuelta al Real Valladolid C. F. quince años después al firmar un contrato hasta junio de 2024.
A pesar de que comenzó como titular solo consiguió disputar 10 partidos tras su vuelta al equipo pucelano. El 1 de septiembre de 2023 rescindió el año de contrato que le quedaba con el Real Valladolid C. F. Desde entonces permaneció como agente libre hasta que el 27 de julio de 2024 hizo pública su retirada.

## Selección nacional

### Categorías inferiores

#### Sub-17
Ha sido internacional con la selección española sub-17, con la que conquistó el bronce en la Eurocopa Sub-17 en Luxemburgo 2006. 

#### Sub-19
Después fue internacional con la selección española sub-19, con la que debutó el 24 de julio de 2007, llegando a jugar 8 partidos. En esta categoría jugó una Eurocopa Sub-19 que se jugó en Austria 2007 y en la que se proclamó campeón.

#### Sub-20
Posteriormente fue internacional con selección española sub-20, con la que debutó el 25 de septiembre de 2009, llegando a jugar 4 partidos. En esta categoría jugó el Mundial Sub-20 que tuvo como sede a Egipto 2009. Llegaron hasta cuartos de final dónde fueron eliminados por Italia.

#### Sub-21
Con la selección española sub-21 debutó el 20 de agosto de 2008 y llegó a disputar 15 partidos. Además de partidos clasificatorios para las Eurocopas Sub-21 de 2009 y 2011 y amistosos llegó a disputar la Eurocopa Sub-21 de 2009 disputada en Suecia en la que llegaron hasta cuartos de final.

### Selección absoluta
El 20 de marzo de 2015 fue convocado con la selección absoluta para los partidos ante Ucrania y Países Bajos. Pese a estar convocado, no llegó a producirse su debut oficial.
En el partido amistoso de preparación, disputado en el estadio Kybunpark de la ciudad suiza de San Galo el 29 de mayo de 2016, para la Eurocopa 2016 debuta contra Bosnia y Herzegovina. Disputó los 90 minutos y jugó con el dorsal 1. El partido finalizó con victoria de España 3-1.
En noviembre de 2016 volvió a ser convocado para un amistoso contra Inglaterra y el partido correspondiente para la clasificación del Mundial de 2018 contra la selección de Macedonia.

## Estadísticas

### Clubes
Actualizado a fin de carrera.
| Club | Div.          | Temporada     | Liga  | Liga     | Copas nacionales(1) | Copas nacionales(1) | Torneos internacionales(2) | Torneos internacionales(2) | Total | Total    | Media encajada |
| Club | Div.          | Temporada     | Part. | Goles(3) | Part.               | Goles(3)            | Part.                      | Goles(3)                   | Part. | Goles(3) | Media encajada |
| --- | ------------- | ------------- | ----- | -------- | ------------------- | ------------------- | -------------------------- | -------------------------- | ----- | -------- | -------------- |
| Real Valladolid C. F. · España | 2.ª           | 2006-07       | 0     | 0        | 2                   | 0                   | -                          | -                          | 2     | 0        | 0              |
| Real Valladolid C. F. · España | 1.ª           | 2007-08       | 24    | 29       | -                   | -                   | -                          | -                          | 24    | 29       | 1.21           |
| Real Valladolid C. F. · España | 1.ª           | 2008-09       | 23    | 28       | -                   | -                   | -                          | -                          | 23    | 28       | 1.22           |
| Real Valladolid C. F. · España | Total club    | Total club    | 47    | 57       | 2                   | 0                   | -                          | -                          | 49    | 57       | 1.16           |
| Atlético Madrid · España | 1.ª           | 2009-10       | 15    | 20       | 2                   | 0                   | 9                          | 12                         | 26    | 32       | 1.23           |
| Atlético Madrid · España | Total club    | Total club    | 15    | 20       | 2                   | 0                   | 9                          | 12                         | 26    | 32       | 1.23           |
| Málaga C. F. · España | 1.ª           | 2010-11       | 5     | 11       | 1                   | 3                   | -                          | -                          | 6     | 14       | 2.33           |
| Málaga C. F. · España | Total club    | Total club    | 5     | 11       | 1                   | 3                   | -                          | -                          | 6     | 14       | 2.33           |
| Atlético Madrid · España | 1.ª           | 2011-12       | 2     | 5        | 2                   | 3                   | 1                          | 1                          | 5     | 9        | 1.8            |
| Atlético Madrid · España | 1.ª           | 2012-13       | 1     | 2        | 1                   | 0                   | 8                          | 6                          | 10    | 8        | 0.8            |
| Atlético Madrid · España | Total club    | Total club    | 3     | 7        | 3                   | 3                   | 9                          | 7                          | 15    | 17       | 1.13           |
| Villarreal C. F. · España | 1.ª           | 2013-14       | 35    | 41       | -                   | -                   | -                          | -                          | 35    | 41       | 1.17           |
| Villarreal C. F. · España | 1.ª           | 2014-15       | 34    | 31       | 6                   | 8                   | 8                          | 10                         | 48    | 49       | 1.02           |
| Villarreal C. F. · España | 1.ª           | 2015-16       | 4     | 5        | 0                   | 0                   | 3                          | 1                          | 7     | 6        | 0.86           |
| Villarreal C. F. · España | 1.ª           | 2016-17       | 24    | 15       | 2                   | 4                   | 5                          | 9                          | 31    | 28       | 0.9            |
| Villarreal C. F. · España | 1.ª           | 2017-18       | 23    | 30       | 1                   | 0                   | 2                          | 4                          | 26    | 34       | 1.31           |
| Villarreal C. F. · España | 1.ª           | 2018-19       | 32    | 45       | -                   | -                   | -                          | -                          | 32    | 45       | 1.41           |
| Villarreal C. F. · España | 1.ª           | 2019-20       | 34    | 41       | -                   | -                   | -                          | -                          | 34    | 41       | 1.21           |
| Villarreal C. F. · España | 1.ª           | 2020-21       | 36    | 40       | -                   | -                   | 1                          | 0                          | 37    | 40       | 1.08           |
| Villarreal C. F. · España | 1.ª           | 2021-22       | 6     | 9        | 1                   | 0                   | 1                          | 1                          | 8     | 10       | 1.25           |
| Villarreal C. F. · España | Total club    | Total club    | 228   | 257      | 10                  | 12                  | 20                         | 25                         | 258   | 294      | 1.14           |
| Real Valladolid C. F. · España | 1.ª           | 2022-23       | 10    | 21       | 2                   | 2                   | -                          | -                          | 12    | 23       | 1.92           |
| Real Valladolid C. F. · España | Total club    | Total club    | 10    | 21       | 2                   | 0                   | -                          | -                          | 12    | 23       | 1.92           |
| Total carrera | Total carrera | Total carrera | 308   | 367      | 20                  | 20                  | 38                         | 45                         | 366   | 438      | 1.2            |
| (1) Incluye datos de Copa del Rey (2006-15). (2) Incluye datos de Liga de Campeones de la UEFA (2009-10); Liga Europa de la UEFA (2009-10), (2011-13) y (2014-15). (3)Los goles indicados en la tabla se refiere a goles encajados. |               |               |       |          |                     |                     |                            |                            |       |          |                |

## Palmarés

### Títulos nacionales
| Título           | Club                  | País   | Año  |
| ---------------- | --------------------- | ------ | ---- |
| Segunda División | Real Valladolid C. F. | España | 2007 |
| Copa del Rey     | Atlético de Madrid    | España | 2013 |

### Títulos internacionales
| Título                 | Club (*)           | País     | Año  |
| ---------------------- | ------------------ | -------- | ---- |
| Eurocopa Sub-19        | Selección española | Austria  | 2007 |
| Liga Europa de la UEFA | Atlético de Madrid | Hamburgo | 2010 |
| Supercopa de Europa    | Atlético de Madrid | Mónaco   | 2010 |
| Liga Europa de la UEFA | Atlético de Madrid | Bucarest | 2012 |
| Supercopa de Europa    | Atlético de Madrid | Mónaco   | 2012 |
| Liga Europa de la UEFA | Villarreal C. F.   | Gdansk   | 2021 |

### Distinciones individuales
| Distinción                    | Año  |
| ----------------------------- | ---- |
| Fútbol Draft Portero de plata | 2006 |
| Fútbol Draft Portero de plata | 2007 |
| Fútbol Draft Portero de oro   | 2008 |
| Fútbol Draft Portero de oro   | 2009 |